# 남양역
남양역(南陽驛)은 조선민주주의인민공화국 함경북도 온성군 남양로동자구에 위치한 함북선의 철도역이다. 창투선이 남양국경선과 직결되어 도문철교를 통해 투먼시와 연결되어 있기 때문에 국제 철도역 기능도 한다.
온성군과 중국 투먼시를 연결하는 도문대교의 조선민주주의인민공화국 쪽 시작점과 본 역의 광장이 연결되어 있다.